# Dimorphocalyx angustifolius
Dimorphocalyx angustifolius är en törelväxtart som först beskrevs av Elmer Drew Merrill, och fick sitt nu gällande namn av Airy Shaw. Dimorphocalyx angustifolius ingår i släktet Dimorphocalyx och familjen törelväxter.
Artens utbredningsområde är Filippinerna. Inga underarter finns listade i Catalogue of Life.